# かながわ検定
かながわ検定とは、かながわ検定協議会（テレビ神奈川、神奈川新聞、横浜商工会議所で構成される）が主催するご当地検定である。「神奈川や横浜を学ぶ機会を提供し、観光振興に寄与するとともに、当地の魅力を国内外に向けて発信すること」を目指している。2017年3月に実施予定の第12回で終了した。

## 受験資格
なし（2～4級は併願可能）

## 検定ランク
- 横浜ライセンス(横浜地域のみ対象)
- 神奈川ライセンス(横浜地域含む神奈川全域対象)

## 階級
- 1級：高度な知識を問います
- 2級：やや高度な知識を問います
- 3級：基礎的、基本的な知識を問います
- 4級：横浜についての初歩的、基本的知識を問います（4級は第4回より）

## 試験時間
1級、2級、3級は各90分、4級は45分

## 実施状況
- 第1回試験
  - 2007年3月21日 - 横浜ライセンス
  - 2007年10月14日 - 神奈川ライセンス

※第1回試験のみ3級・2級実施
- 第2回試験
  - 2008年3月16日 - 横浜ライセンス

　　　※第2回より1級実施
- 第3回試験
  - 2009年3月20日 - 横浜ライセンス
  - 2009年11月8日 - 神奈川ライセンス（第2回）

※神奈川ライセンスは隔年実施
- 第4回試験
  - 2010年3月21日 - 横浜ライセンス

　　※第4回より4級実施
- 第5回試験
  - 2011年1月30日 - 横浜ライセンス
  - 2011年10月16日－神奈川ライセンス（第3回）
- 第6回から第10回までは横浜ライセンスのみ年1回実施。
- 第11回試験
  - 2016年12月11日 - 横浜ライセンス
- 第12回試験
  - 2017年3月26日 - 横浜ライセンス

## 試験形式
当初は自然環境・歴史・政治経済・社会・生活文化・観光・もてなしの6分野から出題されていた。その後、「歴史」「現代」「自然」「カナロコ問題」（神奈川新聞ホームページに掲載されている指定の記事から出題される）「テーマ問題」（季刊誌「横浜」の特集から出題される）に変更された（4級は歴史・現代・自然のみ）。
- 4級は各分野から50問。3者択一のマークシート方式。
- 3級、2級は各分野から100問。4者択一のマークシート方式。
- 1級は各分野から50問。記述式。
- 1級の受験は2級合格者に限る（第12回試験を除く）